# Iris oratoria

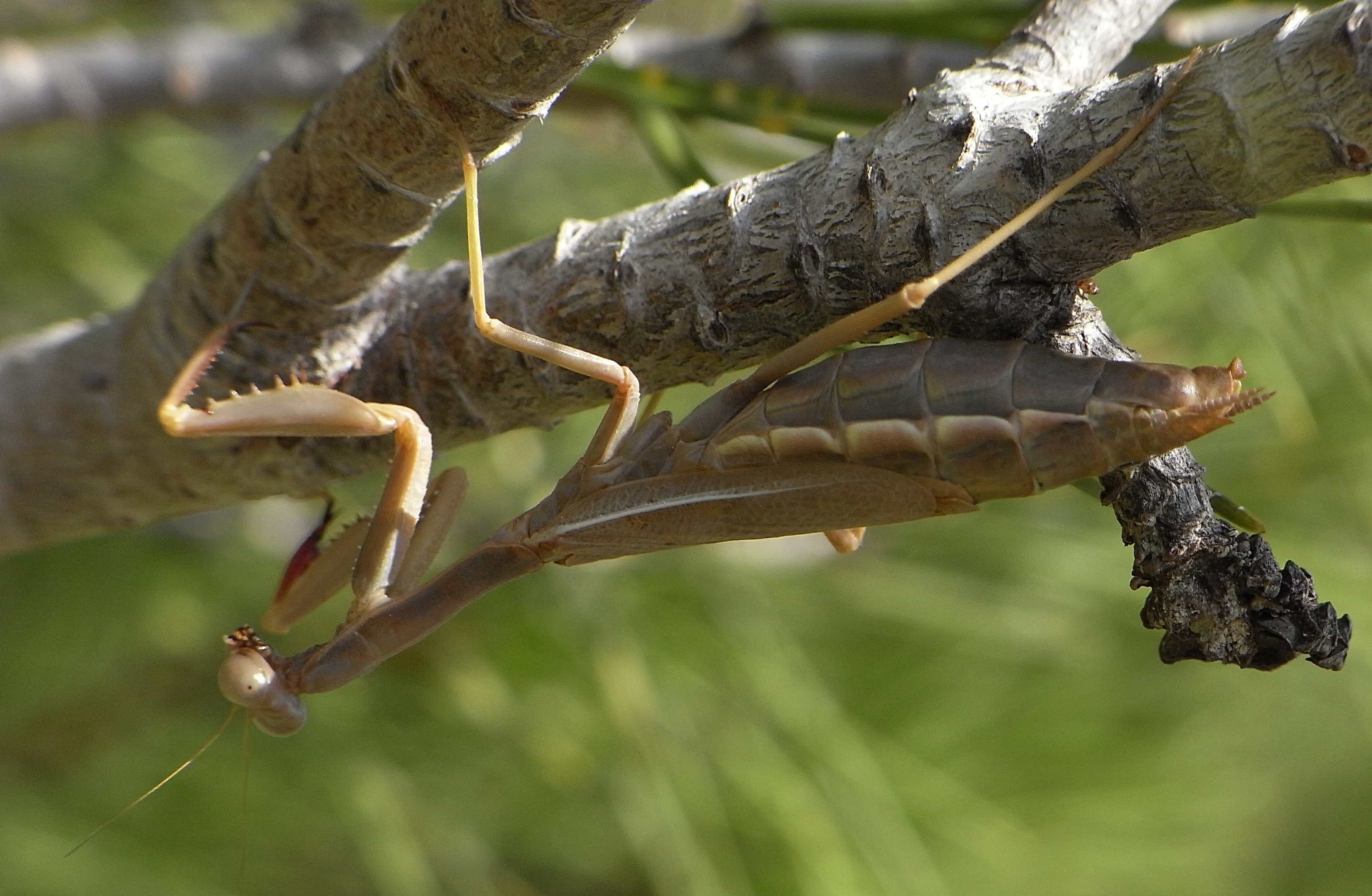
Ein bräunlich gefärbtes Weibchen

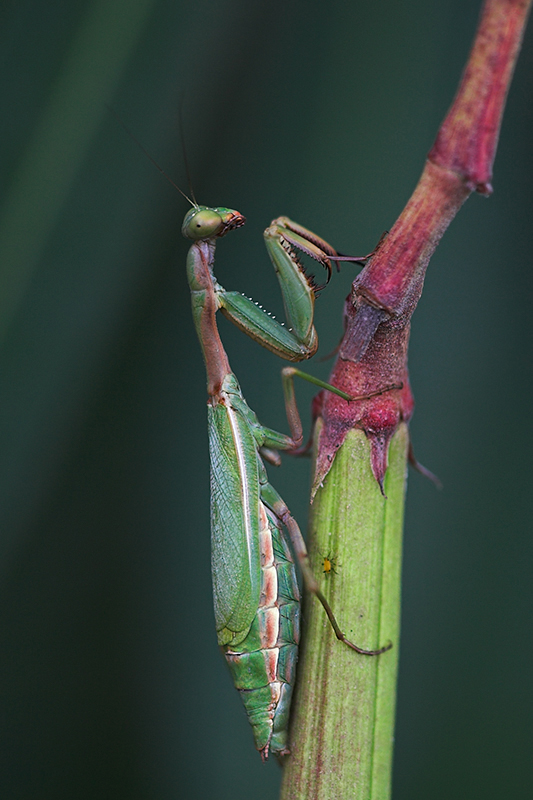
Ein Weibchen in Seitenansicht

Iris oratoria ist eine Art der Fangschrecken und natürlicherweise vom Mittelmeergebiet bis nach Westasien verbreitet. In Nordamerika wurde sie eingeschleppt. Sie gehört zusammen mit der Europäischen Gottesanbeterin (Mantis religiosa), Empusa pennata und Empusa fasciata zu den bekanntesten, auffälligsten und weit verbreitetsten Fangschrecken Europas. Im Englischen wird sie als mediterranean mantis bezeichnet, daher kann man auch manchmal den deutschen Trivialnamen Mittelmeer-Gottesanbeterin finden.

## Merkmale
Die Körperlänge der Männchen beträgt bis zu 45 mm, die der Weibchen bis zu 65 mm. Damit bleibt die Art etwas kleiner als Mantis religiosa oder die europäischen Empusa-Arten, zählt aber dennoch zu den größten Fangschrecken Europas. Die Körperfärbung ist grasgrün oder braun, mitunter rosig angehaucht. Die Nymphen sind häufig blasser gefärbt, können aber auch dunkelgrün sein. Auf der Bauchseite des vierten Abdominalsegments befindet sich ein rot-oranger Fleck. Die Seiten des Hinterleibs werden durch eine helle Fleckenreihe geschmückt, wo die Tergite (Rückenplatten) mit den Sterniten (Bauchplatten) verschmelzen. Dabei handelt es sich nicht wirklich um Flecken, sondern vielmehr die helleren Pleura und den hellen Rand der Tergite. Die Cerci sind kürzer als bei Mantis religiosa. Auf den Hinterflügeln befindet sich jeweils ein violettbrauner bis blauvioletter Augenfleck, der charakteristisch für die Art, jedoch nur sichtbar ist, wenn die Flügel ausgeklappt sind. Dies ist beispielsweise in der Abwehrhaltung der Fall. Die Vorderflügel der Männchen überdecken den Hinterleib, die der Weibchen sind kürzer als der Hinterleib. Die Ootheken sind grau bis gelblich gefärbt und länglich.

## Verbreitung und Lebensraum
Das natürliche Verbreitungsgebiet der Art liegt im Mittelmeerraum und Westasien, eingeschleppt wurde sie auch im westlichen Nordamerika. In Europa bewohnt sie die Iberische Halbinsel mit Ausnahme des Nordwestens, die Balearen, Südfrankreich, Korsika, Sardinien, die Apenninhalbinsel inklusive Sizilien, die Adriaküste von Kroatien bis Albanien, Nordmakedonien, Griechenland inklusive zahlreicher Inseln, Bulgarien, die rumänische Schwarzmeerküste und die Türkei. Östlich davon besiedelt die Art die übrige Türkei, Zypern, Transkaukasien, den Iran und lebt entlang der östlichen Mittelmeerküste in Westasien bis nach Israel. In Nordafrika ist sie von Marokko bis Tunesien zu finden, jedoch nur im Norden. In Nordamerika wurde die Art eingeschleppt und lebt hier in Kalifornien, Arizona, Nevada, New Mexico, Texas sowie den zentralen und nördlichen Teilen Mexikos, vor allem Richtung Westküste. Die Vorkommen in Westasien, wo die Art im Iran und mittlerweile bis nach Pakistan und Indien, eventuell auch weiter nördlich in Zentralasien vorkommt, gehen vermutlich ebenfalls auf Verschleppungen zurück. In Europa breitet sich die Art, begünstigt durch die Globale Erwärmung, nach Norden aus. Die Vorkommen entlang der Schwarzmeerküste in Rumänien und der Republik Moldau wurden erst 2017 entdeckt, in Kroatien ist die Art erst seit 2012 bekannt. 2017 gab es auch einen Einzelfund aus dem Thüringer Becken in Deutschland – hierher kann sich die Art jedoch nicht von selbst ausgebreitet haben.
Der Lebensraum der Art sind Gebüsche, Grasländer und Buschland in trockenen und warmen Gebieten, meist im Tiefland. Ein typisches Habitat ist die mediterrane Macchie. Die Tiere können aber auch auf Bäumen, wie Kiefern gefunden werden.

## Lebensweise
Adulte Tiere finden sich von Juni bis Oktober. Die Fortpflanzung kann sexuell, aber auch parthenogenetisch erfolgen. Die Nymphen einer Oothek können zu verschiedenen Zeiten schlüpfen. Die Männchen werden häufig von Licht angelockt. Bei Bedrohung zeigt die Art eine typische Abwehrhaltung: Dazu stellt sie sich frontal zum Angreifer auf, biegt das Abdomen nach oben, breitet die Flügel aus um die Augenflecken zu präsentieren, breitet die Fangbeine aus und striduliert, indem die Vorder- und Hinterflügel aneinander gerieben werden. Die Nahrung der Tiere besteht überwiegend aus anderen Insekten, beispielsweise Heuschrecken oder verschiedenen Fluginsekten wie Hautflüglern, Zweiflüglern und Schmetterlingen. Auch Kannibalismus ist bei der Art bekannt.

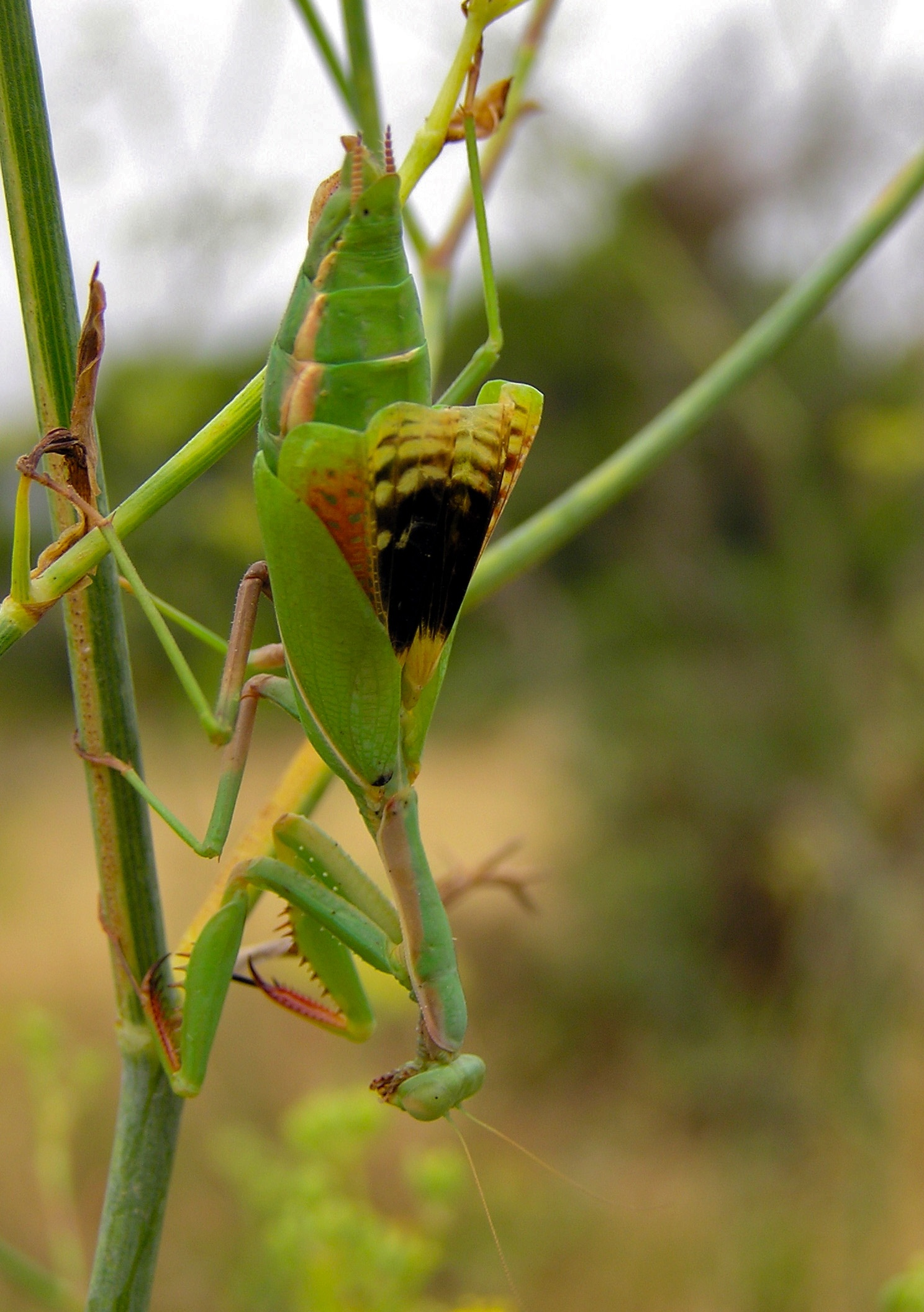
Bei diesem Weibchen sind auch ohne Abwehrhaltung die Hinterflügel ausgeklappt.
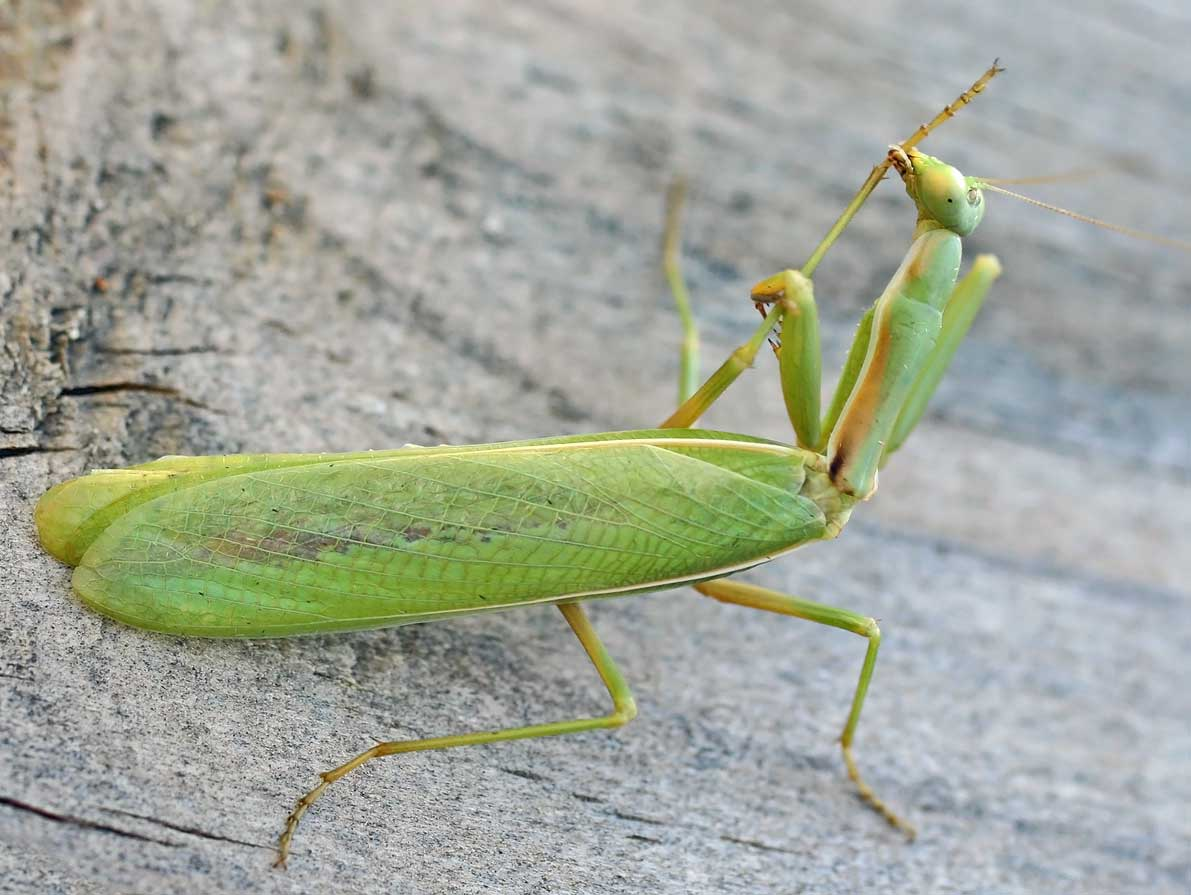
Ein grün gefärbtes Männchen
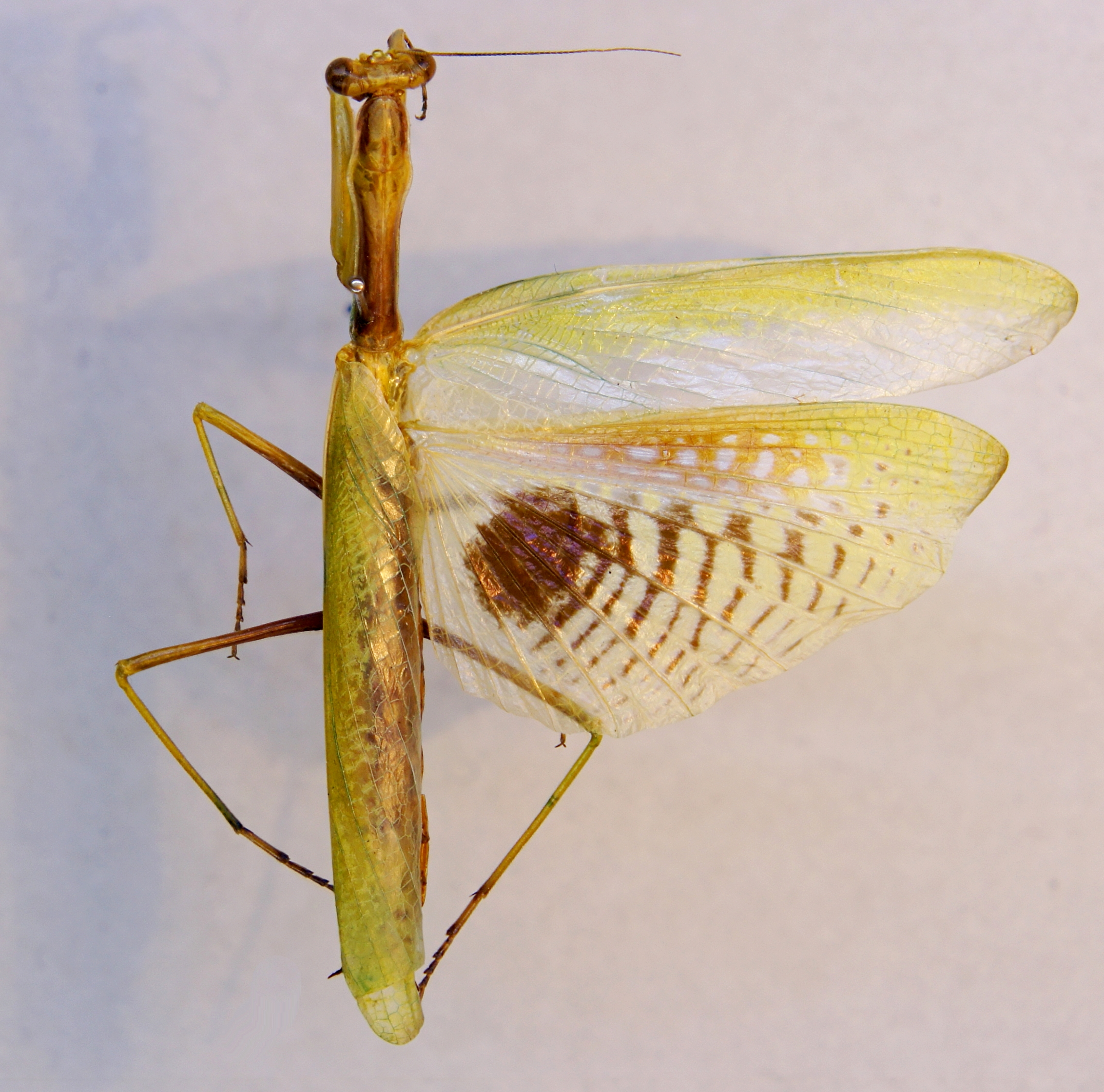
Ein präpariertes Männchen
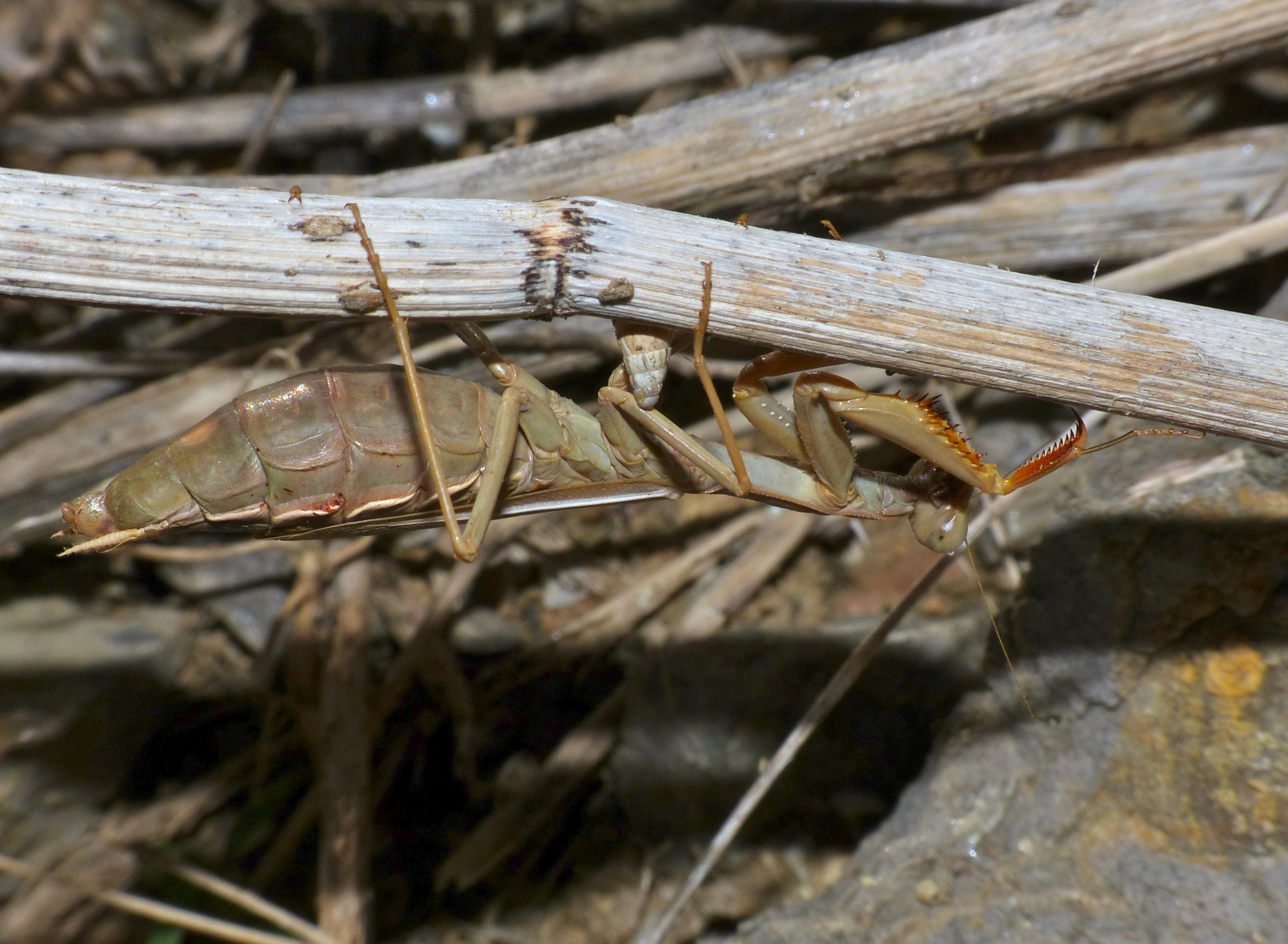
Bei diesem Exemplar ist der helle Fleck auf der Bauchseite erkennbar.

## Gefährdung
Die IUCN listet die Art in der Roten Liste gefährdeter Arten als nicht gefährdet (least concern).

## Taxonomie
Die Art wurde 1758 von Carl von Linné als Gryllus oratorius erstbeschrieben. Weitere Synonyme der Art lauten:
- Ameles minima Kirby, 1904
- Iris bella (Germar, 1817)
- Iris dentata (Goeze, 1778)
- Iris minima (Charpentier, 1825)
- Mantis bella Germar, 1817
- Mantis dentata Goeze, 1778
- Mantis fenestrata Brullé, 1832
- Mantis minima Charpentier, 1825
- Mantis oratoria Linnaeus, 1758